# Gobierno de Manuel Antonio Sanclemente
El Gobierno de Manuel Antonio Sanclemente se dio entre el 7 de agosto de 1898 y el 31 de julio de 1900 en Colombia. En su gobierno se inició la Guerra de los Mil Días y fue parte de la Hegemonía Conservadora entre 1886 y 1930.

## Llegada al poder
A pesar de su victoria, Sanclemente no gobernó inmediatamente porque no pudo trasladarse de su residencia en Buga (Valle del Cauca) a Bogotá para tomar posesión del cargo el 7 de agosto de 1898, debido a los fuertes quebrantos de salud que padecía. En su reemplazo se posesionó el vicepresidente José Manuel Marroquín, quien ejerció el poder hasta la llegada del anciano Sanclemente.
El 3 de noviembre Sanclemente logra llegar a Bogotá y toma posesión, pero de inmediato traslada el gobierno a Villeta (Cundinamarca), que encontraba más cómoda para sus condiciones de salud debido a su baja altura sobre el nivel del mar. Sanclemente tomó posesión ante la Corte Suprema de Justicia, para un período de 6 años en virtud de la constitución de 1886. Su discurso inaugural fue asíː

Poniendo a Dios por testigo de que cumpliré fielmente la Constitución y las leyes de Colombia, me he encargado del poder ejecutivo, y como cristiano que soy y hombre de honor, he empeñado mi palabra de ser fiel guardián y ejecutor de las instituciones. 

Obrar de conformidad con éstas y hacerlas observar, es lo que constituye mi programa, pues si bien a menudo se exige del poder ejecutivo, en ocasiones como ésta, declaraciones pomposas y de difícil realización, que satisfagan todas las exigencias, por diversas y exageradas que sean, conceptúo que en países organizados bajo el sistema republicano, la misión primordial de aquella rama de los poderes públicos encargada de ejecutar las leyes, es la de cumplirlas estrictamente y cuidar de que bajo su amparo los asociados gocen de todos los derechos que ellas les reconocen [... ] 
Para que la República siga su marcha regular, se requiere ante todo la unión de los colombianos; yo la invoco, porque sin ella no puede haber paz estable, ni bienestar posible [...] 
Siendo la religión católica, apostólica y romana de la Nación y debiendo los poderes públicos protegerla y hacer que sea respetada como esencial elemento del orden social, será para mí un deber sagrado cumplir tal precepto constitucional, como lo será también el mantenimiento de las buenas relaciones que felizmente existen entre la Iglesia y el Estado. 

Cuidaré así mismo de hacer guardar el respeto debido a los ministros de aquélla, porque no concibo cómo sin éstos pueda haber religión y culto, y porque el clero colombiano, por su ciencia, virtudes y sus piadosas enseñanzas, merece ser considerado y protegido en el ejercicio de sus funciones».

La regencia temporal de Marroquín desató un conflicto con Sanclemente, pues este no estaba conforme con las medidas que su vicepresidente tomó durante su ausencia, y de inmediato asumido el poder le repelió, lo cual causó un inmenso malestar en Marroquín, que desde ese día estaba buscando la forma de recuperar el poder.

## Gabinete ministerial
| Ministerio                        | Imagen | Nombre                             | Inicio                   | Final                    |
| --------------------------------- | ------ | ---------------------------------- | ------------------------ | ------------------------ |
| Ministro de Gobierno              |        | Aurelio Mutis                      | 7 de agosto de 1898      | 25 de novimebre de 1898  |
| Ministro de Gobierno              |        | Rafael María Palacio               | 25 de noviembre de 1898  | 31 de julio de 1900      |
| Ministro de Relaciones exteriores |        | Felipe Fermín Paul                 | 7 de agosto de 1898      | 8 de enero de 1899       |
| Ministro de Relaciones exteriores |        | GR. Carlos Cuervo Márquez          | 9 de enero de 1899       | 31 de julio de 1900      |
| Ministro de Hacienda              |        | Pedro Antonio Molina               | 7 de agosto de 1898      | 10 de septiembre de 1898 |
| Ministro de Hacienda              |        | Olegario Rivera                    | 3 de noviembre de 1898   | 9 de enero de 1899       |
| Ministro de Hacienda              |        | Carlos Calderón Reyes              | 9 de enero de 1899       | 28 de mayo de 1899       |
| Ministro de Hacienda              |        | José María González Valencia       | 28 de mayo de 1899       | 30 de julio de 1900      |
| Ministro de Guerra                |        | General Olegario Rivera Ortiz      | 7 de agosto de 1898      | 2 de noviembre de 1898   |
| Ministro de Guerra                |        | Pedro Antonio Molina               | 3 de noviembre de 1898   | 18 de diciembre de 1898  |
| Ministro de Guerra                |        | Clímaco Losada                     | 19 de diciembre de 1898  | 8 de enero de 1899       |
| Ministro de Guerra                |        | General Jorge Holguín Mallarino    | 9 de enero de 1899       | 11 de agosto de 1899     |
| Ministro de Guerra                |        | General José Vargas Santos         | 12 de agosto de 1899     | 1 de mayo de 1900        |
| Ministro de Guerra                |        | General Manuel Casabianca Welsares | 2 de mayo de 1900        | 31 de julio de 1900      |
| Ministro de Instrucción Pública   |        | Tomás Herrán Mosquera              | 12 de agosto de 1898     | 8 de enero de 1899       |
| Ministro de Instrucción Pública   |        | Marco Fidel Suárez                 | 16 de enero de 1899      | 31 de julio de 1900      |
| Ministro del Tesoro               |        | Daniel J. Reyes                    | 7 de agosto de 1898      | 5 de septiembre de 1898  |
| Ministro del Tesoro               |        | Luis María Mejía Álvarez           | 5 de septiembre de 1898  | 27 de enero de 1899      |
| Ministro del Tesoro               |        | Alejandro Gutiérrez Arango         | 27 de enero de 1899      | 3 de julio de 1899       |
| Ministro del Tesoro               |        | Julio Rengifo                      | 3 de julio de 1899       | 12 de septiembre de 1899 |
| Ministro del Tesoro               |        | Jorge Holguín Mallarino            | 12 de septiembre de 1899 | 1 de diciembre de 1899   |
| Ministro del Tesoro               |        | Rafael Ortiz                       | 1 de diciembre de 1899   | 10 de enero de 1900      |
| Ministro del Tesoro               |        | Marceliano Vargas Lezaca           | 10 de enero de 1900      | 28 de julio de 1900      |
| Ministro del Tesoro               |        | José Francisco Insignares Sierra   | 28 de julio de 1900      | 30 de julio de 1900      |

## Orden público

### Guerra de los Mil Días
Durante su gobierno estalló una guerra civil que enfrentó a los liberales con los conservadores, que inició el 18 de octubre de 1899 y que se prolongó hasta el 21 de noviembre de 1902.
La elección de Sanclemente , que se vio como una perpetuación indirecta de Caro en el poder, influyó al inicio de las hostilidades, ya que Caro era el sucesor ideológico de Rafael Núñez, que con sus reformas regresivas implantó medidas conservadoras que disgustaron enormemente los proyectos progresistas de los liberales, en el período conocido como La Regeneración.
También influyó la sanción de la Constitución de 1886, de Núñez y Caro, considerada demasiado conservadora y obsoleta, aún para la época.
Entre las batallas más importantes durante su corto gobierno figura la batalla de Bucaramanga de noviembre, en la que los conservadores derrotaron a los liberales en su propio territorio, con saldo de 1000 muertos; y la Batalla de Peralonso, de diciembre, considerada a la fecha como la más sangrienta de la guerra civil y de la historia de Colombia.
En 1900, a menos de dos meses de la deposición de Sanclemente, se dio la Batalla de Palonegro, de mayo, con un saldo de 4.000 muertos, y que determinó el paso de los liberales a la guerra de guerrillas. En la batalla falleció la combatiente Blancina Ramírez, importante mujer del bando conservador, y parte del grupo de mujeres que se conoció como las Juanas.

## Economía
Sanclemente decretó mediante la ley 51 de 1898 la libertad de prensa en épocas de paz, pero con los datos claros del dueño del periódico que pretendiera acogerse a la medida. Impulsó una política de tierras basada en la entrega de baldíos a pequeños campesinos colombianos. También inauguró el Puente Navarro de Honda, en Tolima, el 16 de enero de 1899.
Por motivo de la guerra civil, Sanclemente autorizó incrementar las emisiones y no seguir convirtiendo el papel moneda en moneda metálica. Con este objetivo el presidente facultó a la Junta de Emisión para dar apertura a la Litografía Oficial, la imprenta nacional de Colombia, para poder emitir los suficientes billetes que se requerían para atender los asuntos urgentes de la guerra.

## Fin de gobierno
Desde el principio de su mandato Sanclemente debió afrontar la férrea oposición liberal y del llamado sector histórico del Partido Conservador, que se había vuelto partidario de una presidencia para Marroquín, el cual estaba dirigiendo las acciones golpistas desde las sombras. En el complot también participaron José Vicente Concha y Miguel Abadía Méndez y un total de 31 golpistas, que se aprovecharon de la debilidad de Sanclemente y la guerra civil.

En 1899 estalló la Guerra de los Mil Días en la que el Partido Liberal se enfrentó al gobierno, y ante la delicada situación, el vicepresidente Marroquín fue animado por su propio partido a derrocar al presidente Sanclemente, lo cual se concretó en el golpe de Estado del 31 de julio de 1900. La tetra se dio durante todo el día, siendo convenientemente vista desde lejos por el ministro de guerra y las fuerzas armadas, que se negaron a respaldar a Sanclemente, y al caer la noche los cañones del Palacio de San Carlos sonaron al unísono, haciendo pública la salida de Sanclemente del gobierno. Marroquín asumió el poder ese mismo día, y se mantuvo en él durante dos años más.

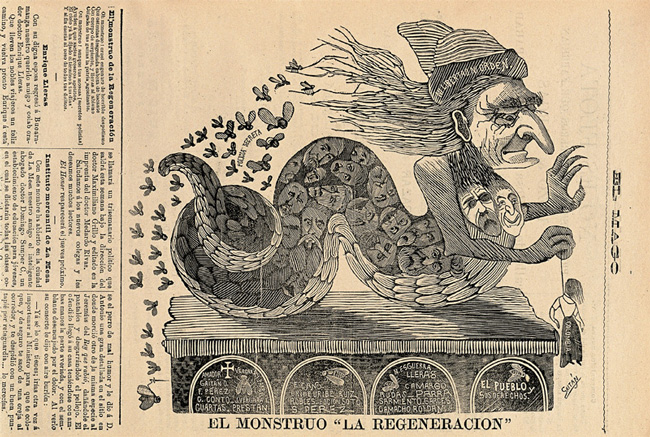
Retrato del Monstruo de La Regeneración donde la cabeza corresponde a Sanclemente

## Controversias
Su gobierno no destacó por la falta de organización que implicaba que el presidente gobernara en dos sedes simultáneas, Villeta y Bogotá, además de que la corrupción que se presentó por la falta de respeto que le profesaban sus ministros y el no poder asumir el poder completamente llevó a que su gobierno no fuera relevante en la historia del país.
Por esos días se desataron rumores de que Sanclemente recibía instrucciones para gobernar de sus colaboradores, y que incluso el que manejaba el gobierno era el propio Miguel Antonio Caro. También se decía sin fundamento que sus ministros tenían un sello de caucho con su firma adulterada, con la cual hacía pasar por verdaderos documentos falsificados.